# 보르티지아다스

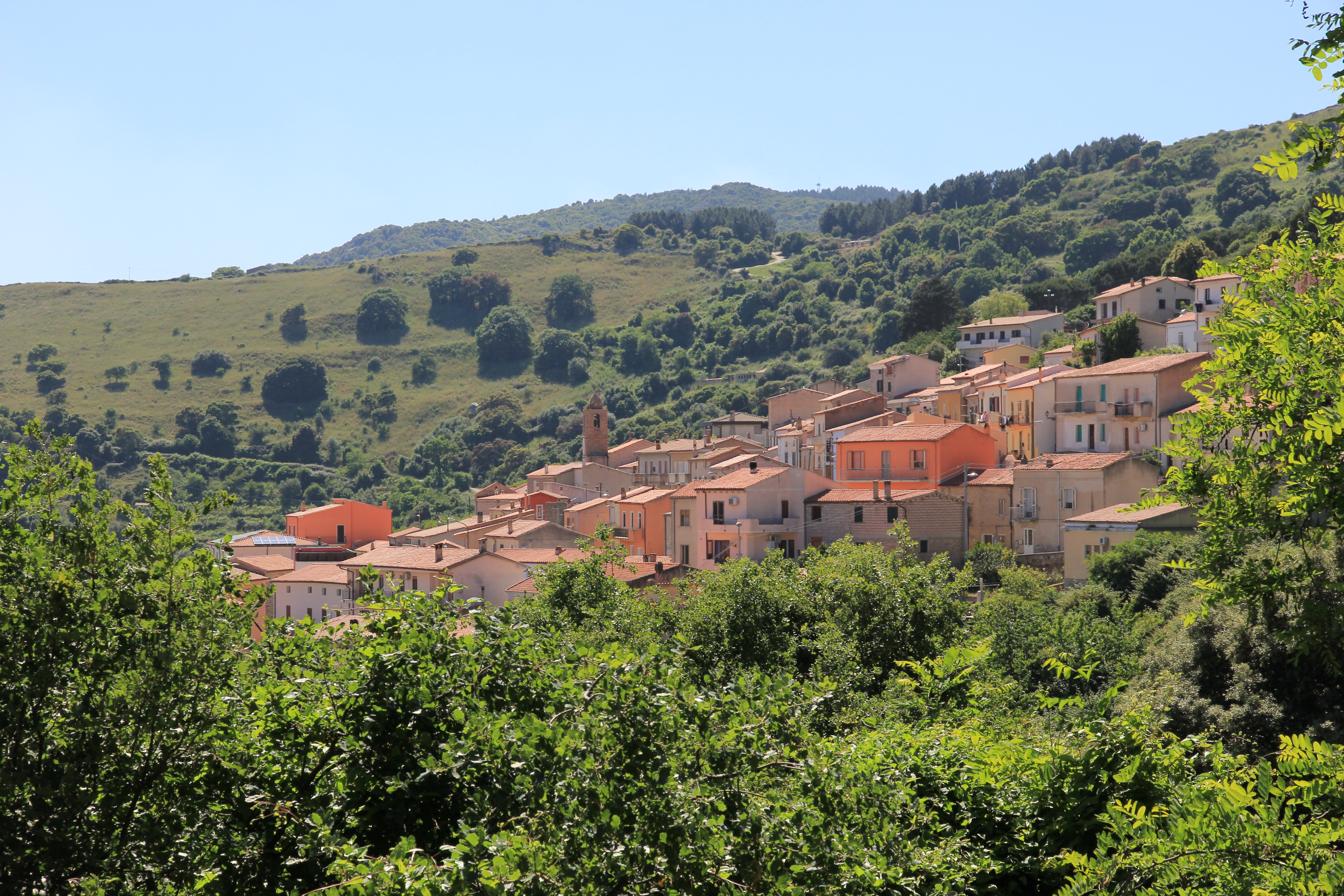

보르티지아다스(Bortigiadas)는 이탈리아 사르데냐 지방 사사리도의 코무네이다. 칼리아리에서 북쪽으로 약 190킬로미터, 올비아에서 서쪽으로 약 40킬로미터 지점에 위치해 있다.
보르티지아다스는 아주스, 템피오파우사니아 등의 지방 자치체와 경계를 두고 있다.
이 지역의 인구 수는 2017년 4월 30일 기준으로 760명이다.